# Charkiwer Traktorenwerk
Das Charkiwer Traktorenwerk (ukrainisch Харківський тракторний завод, Transkription: Charkiwskyj traktornyj sawod, kurz ХТЗ bzw. ChTS) ist einer der größten Traktorenhersteller der Ukraine mit Sitz in Charkiw. Zudem produziert das Unternehmen Baumaschinen.

## Geschichte

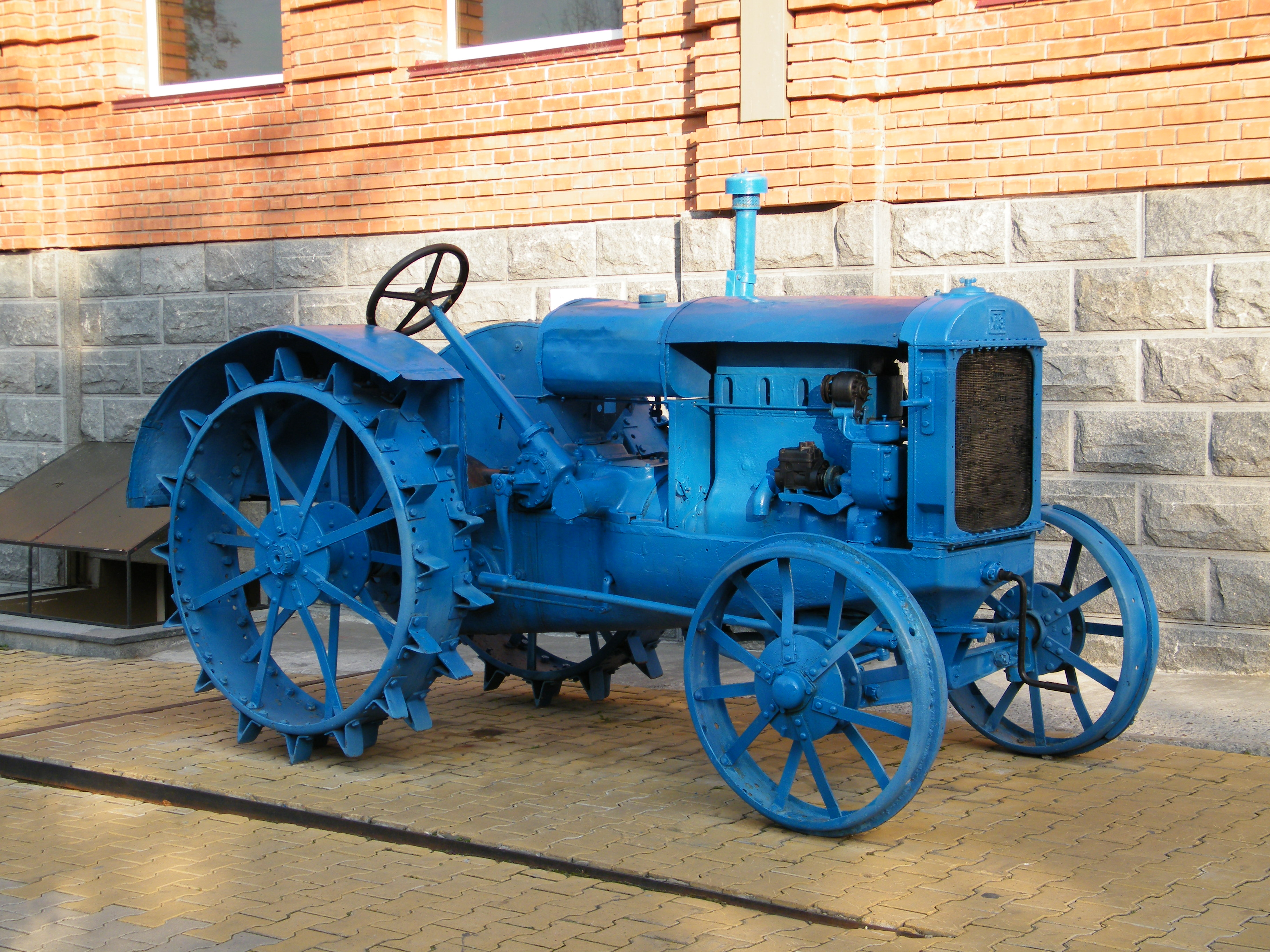
SChTS-15/30 der aus Charkiw, das erste Modell des Werks

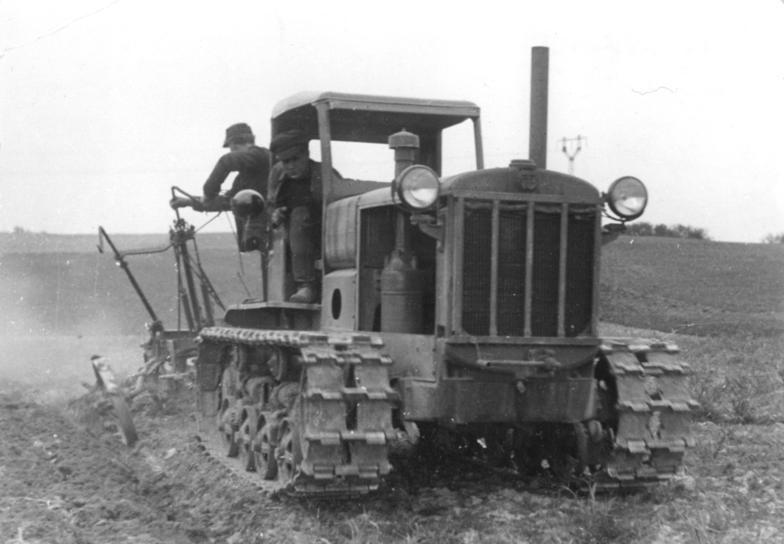
SChTS-NATI in Schwerin

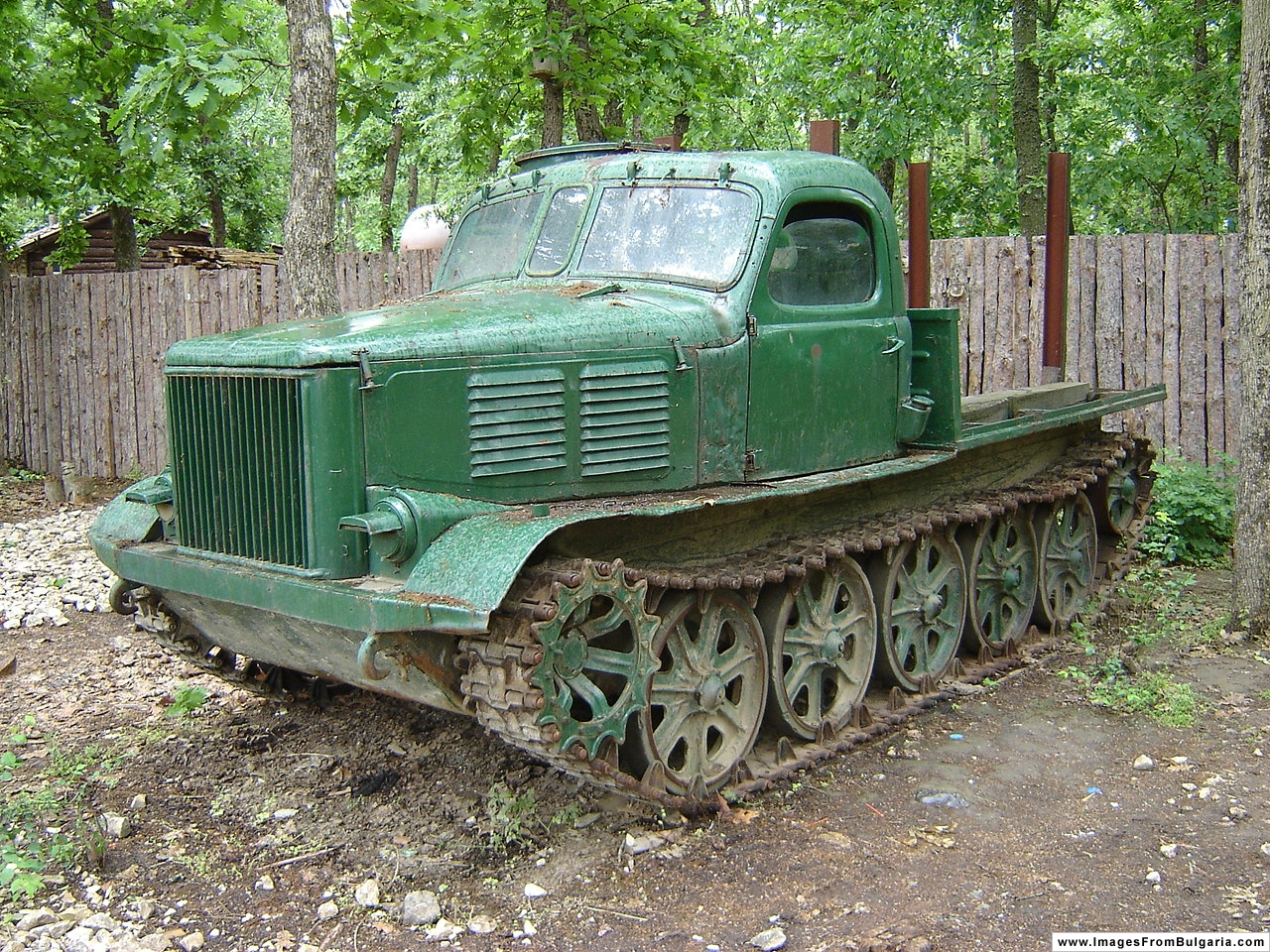
Militärisches Zugmittel AT-L

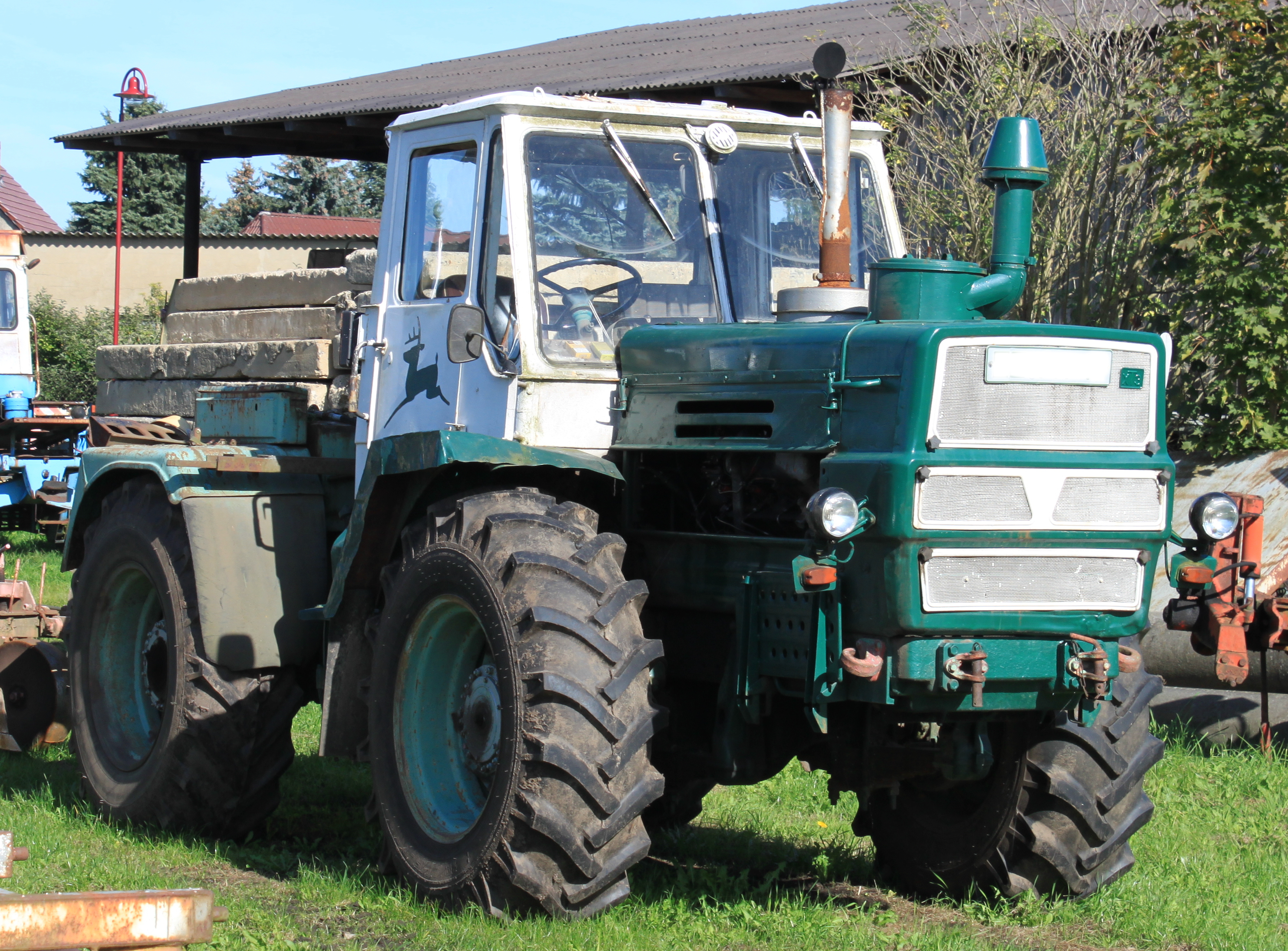
T-150K in Deutschland

Das Unternehmen wurde zu Beginn der 1930er-Jahre als Traktorenfabrik auf Weisung des Vorsitzenden des Obersten Rats für Volkswirtschaft, Grigori Konstantinowitsch Ordschonikidse, errichtet. Der Bau des Werks begann, damals etwa 15 Kilometer außerhalb von Charkiw, im Januar 1930. Zu diesem Zeitpunkt hieß das Unternehmen noch Югтракторострой (Jugtraktorostroj). Der erste Traktor verließ das Werk am 1. Oktober 1931. Es handelte sich um einen SChTS-15/30, ein Traktor mit 30 PS, der zeitgleich auch in der Stalingrader Traktorenfabrik gebaut wurde.
Im Jahr 1937 begann das Werk mit der Fertigung des Kettenschleppers SChTS-NATI, der ebenfalls zuvor bereits in Stalingrad gefertigt worden war. Im November 1941 musste das Traktorenwerk vor den herannahenden deutschen Truppen evakuiert werden. Am neuen Standort im Altaigebirge an der Grenze zu Kasachstan entstand das Altaiski Traktorny Sawod, welches noch heute produziert. Die Produktion des SChTS-NATI wurde auch am neuen Standort fortgesetzt.
Nachdem die deutschen Truppen das Gebiet wieder verlassen hatten, wurde die Fertigung in Charkiw wieder aufgebaut. Ab 1949 lief der Kettentraktor DT-54 von den Bändern, der bis 1979 in verschiedenen Werken fast eine Million Mal gebaut wurde. Bis 1954 wurden 100.000 der Maschinen in Charkiw gebaut. Ab 1950 läuft zusätzlich der Radtraktor ChTS-7 vom Band.
Nach dem Krieg wurden auch schwere militärische Kettenschlepper gebaut. Ab 1953 entwickelte ChTS das Zugmittel AT-L, welches auch in der NVA der DDR eingesetzt wurde. Die Serienfertigung begann 1955. 1958 beginnt das Unternehmen verschiedene Maschinen zu exportieren, darunter nach China und Bulgarien. Gleichzeitig wurde die Produktion des DT-20 aufgenommen. 1962 beginnt die Fertigung des leistungsstärkeren Kettentraktors T-74, 1966 wird für einige Jahre der noch heute im Wladimirski Traktorny Sawod gebaute T-25 produziert. 1967 fertigte man bereits den einmillionsten Schlepper der Firmengeschichte. 
1973 beginnt die Fertigung des bekannten T-150K, der auch in die DDR importiert wurde und in abgewandelter Form noch heute gebaut wird. Bis 1982 wurden zwei Millionen Traktoren gebaut. 1983 wird mit dem T-150 auch eine Version des T-150K mit Raupenfahrwerk angeboten. 1989 beginnt die Produktion von Kleinsttraktoren mit acht bis 12 PS Leistung.
ChTS fertigt heute Radtraktoren mit Leistungen von 35 bis 210 PS sowie zwei unterschiedliche Kettentraktoren. Dabei kommen auch Motoren aus dem Jaroslawski Motorny Sawod zum Einsatz, unter anderem der Achtzylinder-Dieselmotor JaMZ-238. Zudem wird eine ganze Reihe von Spezialmaschinen auf Basis dieser Traktoren angeboten, darunter Kehrmaschinen, Schneefräsen, Baumaschinen und Schneepflüge.

## Produkte
Historische Produkte:
- SChTS-15/30 – Erster Radtraktor des Werks, ab 1931 gebaut.
- SChTS-NATI – Erster Kettentraktor, gebaut ab 1937.
- ChTS-16 – Gepanzerter und bewaffneter Kettentraktor für den Einsatz im Zweiten Weltkrieg.
- DT-54 – Ab 1949 gebauter Kettentraktor mit 54 PS Leistung, fast eine Million Stück wurden in 30 Jahren hergestellt.
- ChTS-7 – 1950 eingeführter Radtraktor.
- AT-L – Militärische Zugmaschine mit Kettenfahrwerk, entwickelt und in Serie gebaut ab Mitte der 1950er-Jahre.
- DT-14 – Ab 1955 gebauter Radtraktor, Nachfolger des ChTS-7.
- DT-20 – Ab 1958 gebauter Radtraktor, Nachfolger des DT-14, auch in die DDR importiert.
- T-74 – Kettentraktor, ab 1962 gebaut.
- T-25 – Radtraktor, seit 1966 gebaut, heute von anderen Herstellern gefertigt.
- T-150K – Bekanntestes Produkt, 1972 vorgestellt, bis heute in verschiedenen und modernisierten Varianten im Produktprogramm. Der aktuelle T-150K heißt offiziell ChTS-150K. Der T-150K wurde ab 1977 auch vielfach in die DDR importiert.[7]
- T-150 – Version des T-150K mit Gleisketten.

Das Charkiwer Traktorenwerk produziert Maschinen, die eine Vielzahl von Funktionen in vielen Branchen, hauptsächlich in der Landwirtschaft und im Bauwesen, erfüllen.
ChTS stellt Rad- (180 bis 240 PS) und Kettentraktoren (190 PS) für die Landwirtschaft her.
Radtraktoren: 
- ChTS-241K
- ChTS-242K
- ChTS-243K
- ChTS-248K
- ChTS-249K
- ChTS-150К-09.172.00
- ChTS-150К-09.172.10

Kettentraktoren:
- ChTS-181.20
- ChTS-181.22

Bau- und Spezialmaschinen:
- BKM-2M Bohr- und Kranmaschine
- Mulcher
- ММТ-2, ММТ-2М
- Т-156B
- ММТ-2P

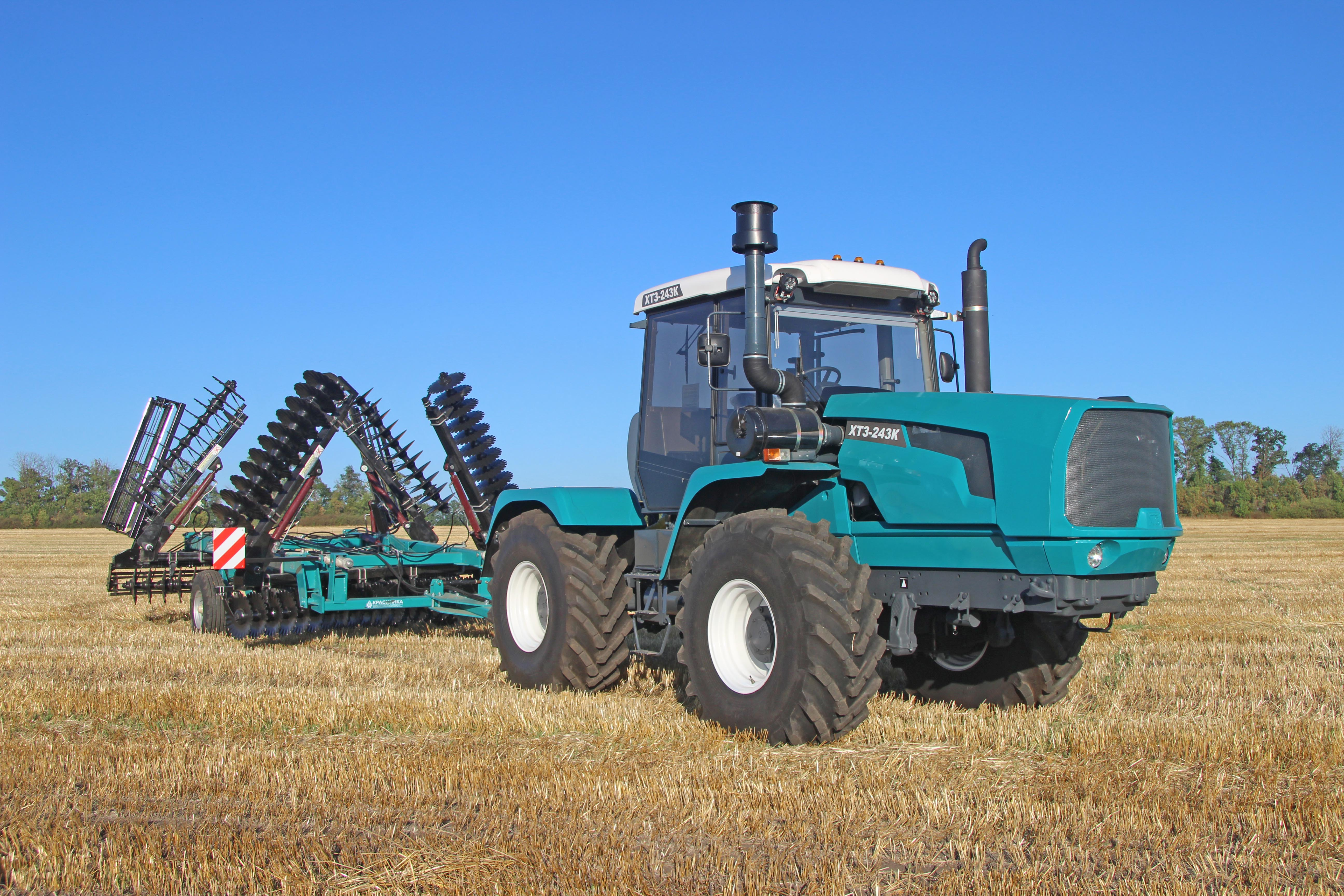
Moderner Traktor ChTS-243K

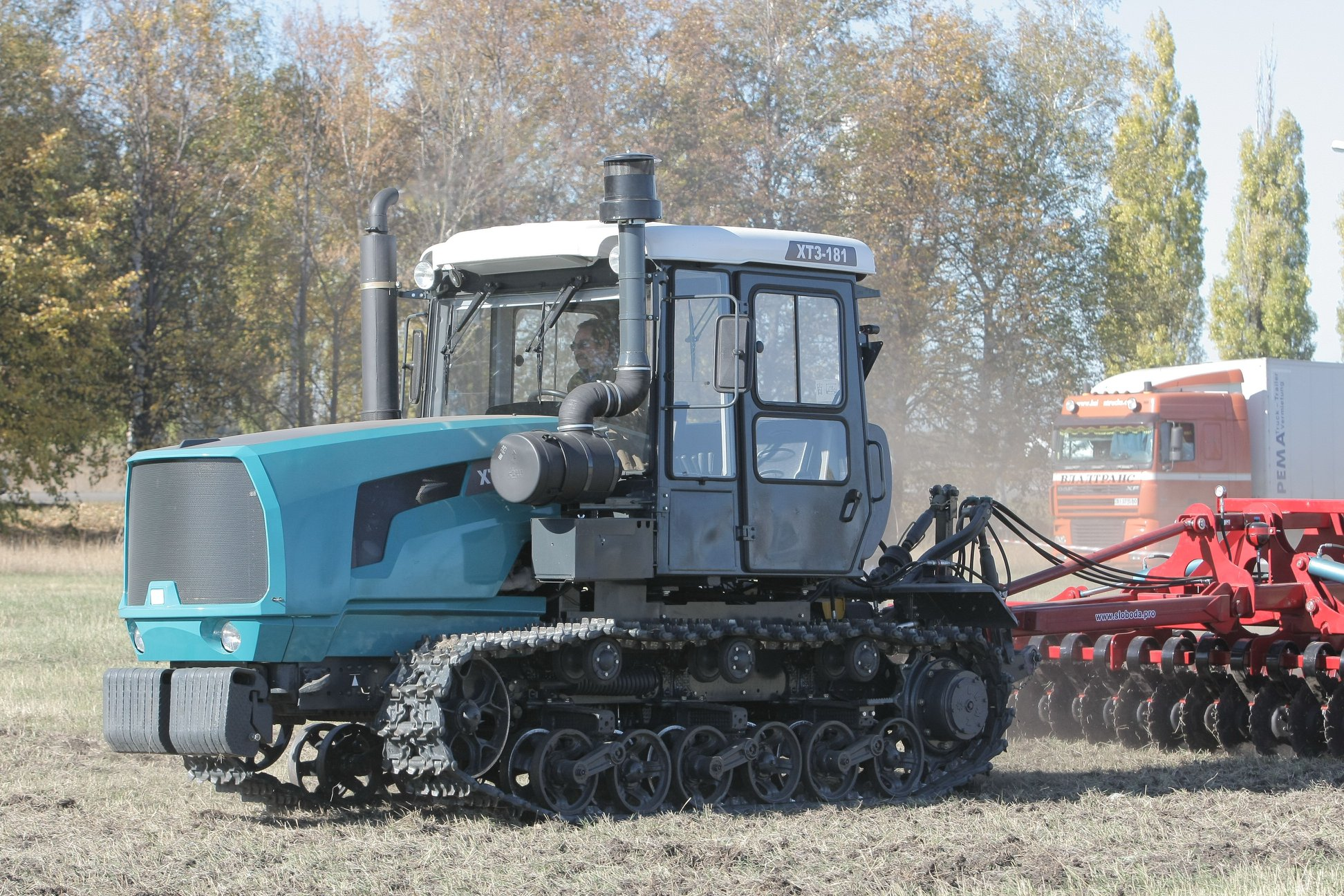
ChTS-181.22

Neben Rad- und Kettentraktoren werden auch Baumaschinen, Forstmaschinen und Panzerfahrzeuge gebaut.

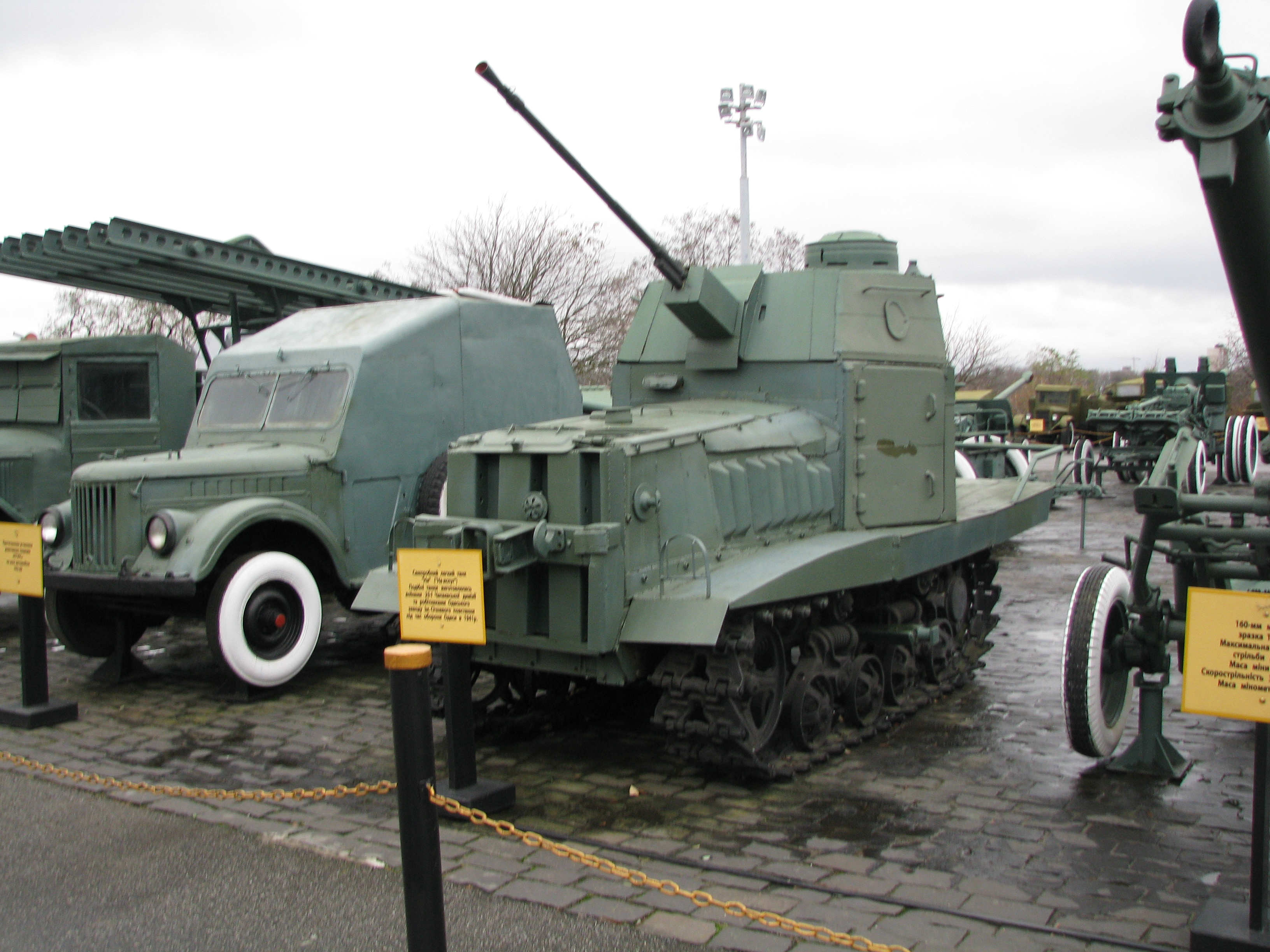
ChTS-16 aus dem Zweiten Weltkrieg
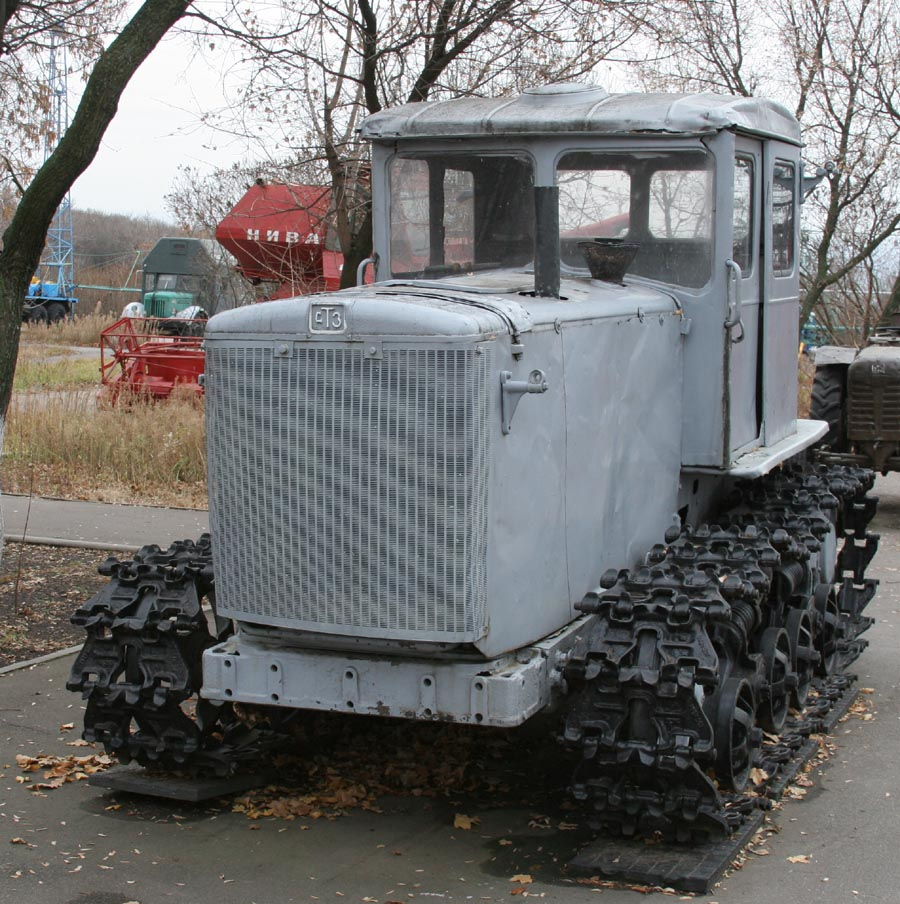
DT-54 in einem Museum
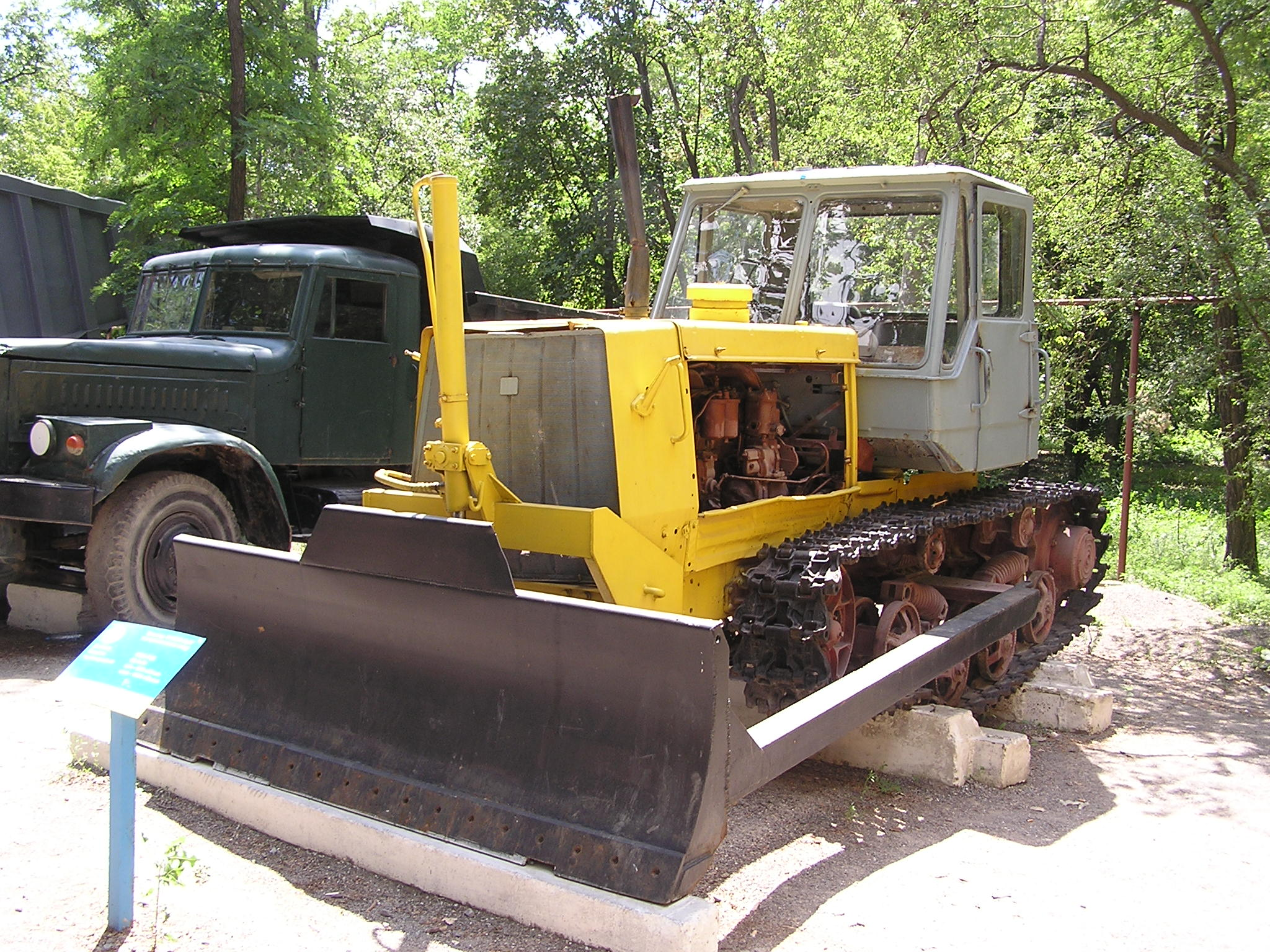
Kettentraktor T-150 aus Fertigung von ChTS
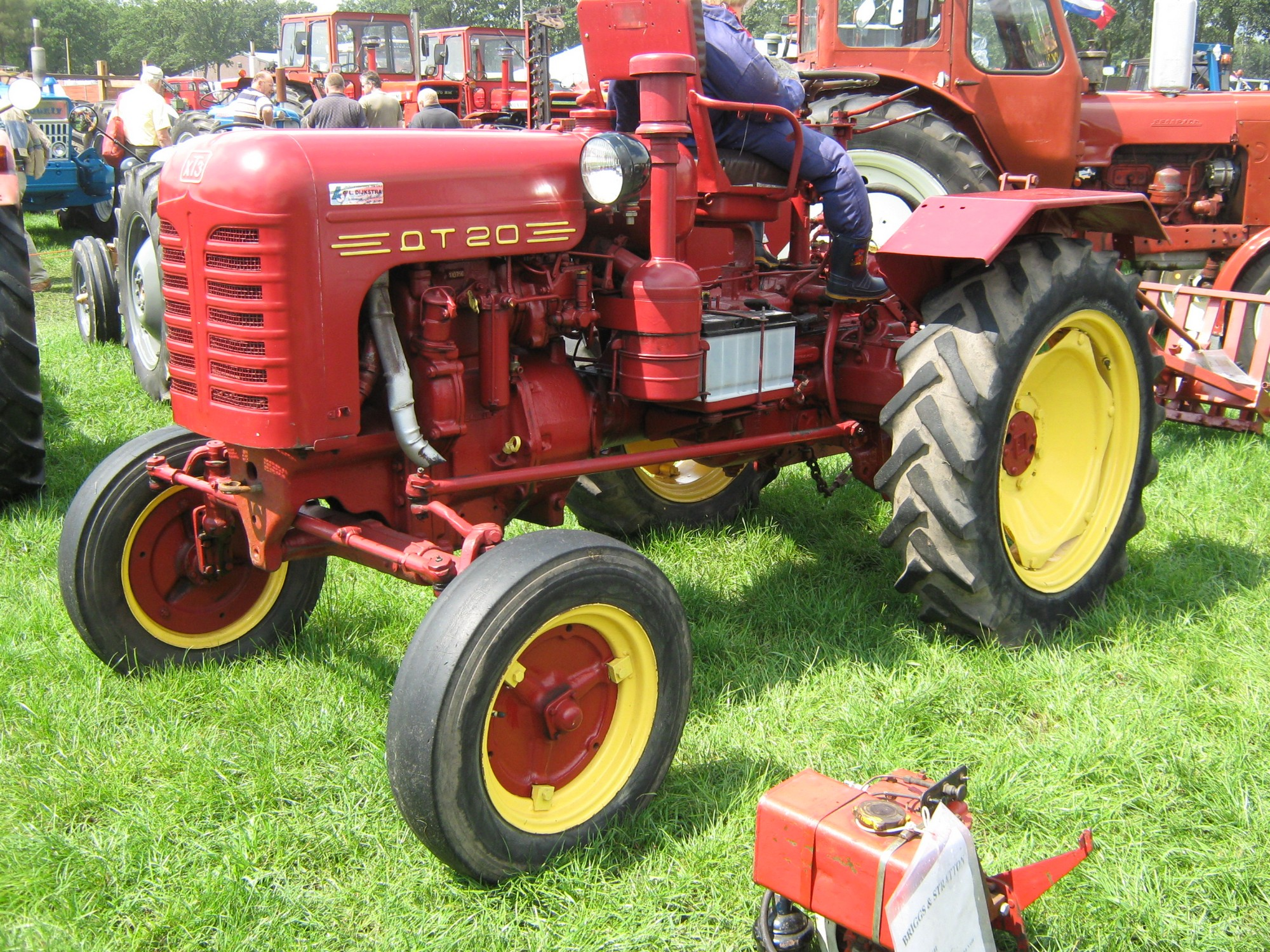
DT-20, der Nachfolger des DT-14